# Patricia Bredin
Patricia Bredin (verheiratete Patricia Bredin-McCulloch; * 14. Februar 1935 in Hull; † 13. August 2023 in Nova Scotia) war eine britische Sängerin, Schauspielerin und Buchautorin, die zuletzt in Kanada lebte.

## Leben und Wirken
Bredin wurde 1957 einem breiteren Publikum bekannt, als sie an der britischen Vorentscheidung zum Eurovision Song Contest teilnahm. Obwohl sie nicht an den Halbfinalrunden teilgenommen hatte, durfte sie, wie auch Malcolm Lockyer, eine Version des ins Finale gewählten Liedes All singen, das als Siegertitel hervorging. In einer getrennten Abstimmung wurde sie von einer Jury ausgewählt, die erste britische Vertreterin beim Wettbewerb zu sein. Beim Eurovision Song Contest 1957 in Frankfurt am Main erreichte sie den siebten Platz unter zehn Teilnehmern mit insgesamt sechs Punkten. Das von Reynell Wreford komponierte und von Alan Stranks getextete Lied wurde nie als Single veröffentlicht. Bis zum Contest im Jahr 2015 war das Lied mit knapp zwei Minuten der kürzeste Beitrag beim Eurovision Song Contest.
1959 spielte sie in der Filmkomödie Left, Right & Centre an der Seite von Ian Carmichael. Im Jahr darauf spielte sie eine Hauptrolle in dem Abenteuerfilm Der Schatz von Monte Christo. Weitere Rollen in Filmen und Fernsehserien folgten. Nach ihrer Hochzeit zog sie nach Kanada, wo sie anfing, Bücher zu schreiben. Erfolg hatte sie mit dem Roman My fling on the farm. Sie trat bis zu ihrem Tod noch als Sängerin auf.
Patricia Bredin starb am 13. August 2023 im Alter von 88 Jahren.

## Filmografie (Auswahl)
- 1958: Ivanhoe (Fernsehserie, Folge 1x30)
- 1959: Der Wahlk(r)ampf (Left Right and Centre)
- 1959: Ein Schotte auf Brautschau (The Bridal Path)
- 1959: Desert Mice
- 1961: Das Geheimnis von Monte Christo (The Treasure of Monte Cristo)
- 1963: Sergeant Fraser (To Have and to Hold)
- 1964: Ninety Years On (Fernsehfilm)
- 1967: Titi-Pu (Fernsehfilm)